# 新阶级：对共产主义制度的分析
《新阶级：对共产主义制度的分析》（The New Class: An Analysis of the Communist System）是南斯拉夫共产主义者联盟前领导人米洛凡·吉拉斯创作的一部有关新阶级的观点的政治理论文学著作。此书于1957年于西方世界首度出版。

## 中文出版
1963年世界知识出版社翻译成中文并内部出版，1981年5月中共中央政法委员会理论室重印此书。

## 主要观点

### 第一章 起源
1. 共产主义者认为只有他们知道主宰社会的规律，从这个前提出发，他们以为只有他们才有权力来改变社会并管制其活动。这是共产主义制度的主要错误。
2. 马克思是科学家与思想家。他并没有想到建立一个包含一切的哲学或意识形态的体系，他的后继者们却要吧他的思想造成无所不包含的体系，成为一种独特的新哲学，他们自以为是“唯一”科学观点和科学方法的“唯一”代表。
3. 马克思的革命思想本是有条件的，并不能适用全世界的，但被列宁说成觉得而普遍的原则。

## 评价

### 中国
- 中共文革参与者戚本禹提到，关锋评价《新阶级》：“吉拉斯是说在社会主义里面出现特权阶级是必然的，并以此来整个地否定社会主义。我们则认为，这并不是必然的，可以通过文化大革命来阻止特权阶级的发生和发展。”[2]